# Ana Cláudia Lemos
Ana Cláudia Lemos Silva (* 6. November 1988 in Jaguaretama) ist eine brasilianische Leichtathletin, die sich auf den Sprint spezialisiert hat.

## Sportliche Laufbahn
Erste internationale Erfahrungen sammelte Ana Cláudia Silva im Jahr 2006, als sie bei den U23-Südamerikameisterschaften in Buenos Aires im 100-Meter-Lauf in 12,30 s den sechsten Platz belegte und auch über 200 Meter nach 24,54 s Rang sechs erreichte. Im Jahr darauf gewann sie bei den Juniorensüdamerikameisterschaften in São Paulo in 24,05 s die Bronzemedaille im 200-Meter-Lauf und siegte in 44,42 s mit der brasilianischen 4-mal-100-Meter-Staffel und stellte damit einen neuen Landesrekord auf. Anschließend schied sie bei den Panamerikanischen-Juniorenmeisterschaften ebendort mit 24,38 s im Vorlauf über 200 Meter aus und gewann mit der brasilianischen Stafette in 43,98 s die Silbermedaille. 2008 siegte sie bei den U23-Südamerikameisterschaften in Lima in 24,06 s über 200 Meter und gewann über 100 Meter in 12,09 s die Silbermedaille hinter ihrer Landsfrau Rosângela Santos. Anschließend gewann sie bei den Ibero-amerikanischen Meisterschaften in Iquique in 44,99 s die Silbermedaille hinter dem Team aus Kolumbien. 2010 siegte sie dann bei den U23-Südamerikameisterschaften, die im Zuge der Südamerikaspiele in Medellín ausgetragen wurden in 11,33 s über 100 Meter sowie in 44,47 s in der 4-mal-100-Meter-Staffel. Zudem gewann sie mit der 4-mal-400-Meter-Staffel in 3:40,68 min die Silbermedaille hinter Kolumbien. Anschließend siegte sie in 11,38 s auch bei den Ibero-Amerikanischen Meisterschaften in San Fernando über 100 Meter und siegte in 43,97 s auch in der 4-mal-100-Meter-Staffel. Im Jahr darauf siegte sie in 11,46 s über 100 Meter bei den Südamerikameisterschaften in Buenos Aires und siegte auch über 200 Meter in 23,18 s. Zudem gewann sie mit der Staffel in 44,56 hinter Kolumbien. Kurz darauf siegte sie in 23,01 s über 200 Meter bei den Militärweltspielen in Rio de Janeiro und gewann im 100-Meter-Lauf in 11,37 s die Silbermedaille hinter der Ukrainerin Marija Rjemjen. Zudem siegte sie mit der Staffel in 43,73 s. Daraufhin erreichte sie bei den Weltmeisterschaften im südkoreanischen Daegu über 100 und 200 Meter das Halbfinale und schied dort mit 11,55 s und 22,97 s aus und belegte in der 4-mal-100-Meter-Staffel in 43,10 s den sechsten Platz. Zum Ende der Saison siegte sie in 22,76 s über 200 Meter bei den Panamerikanischen Spielen in Guadalajara und wurde über 100 Meter in 11,35 s Vierte. Zudem siegte sie in 42,85 s gemeinsam mit Vanda Gomes, Franciela Krasucki und Rosângela Santos in der 4-mal-100-Meter-Staffel. In diesem Jahr stellte sie mit 22,48 s auch einen neuen Südamerikarekord auf, der bis heute (2021) Bestand hat. 2012 qualifizierte sie sich erstmals für die Hallenweltmeisterschaften in Istanbul, wo sie im 60-Meter-Lauf das Halbfinale erreichte und dort mit 7,36 s ausschied. Anschließend nahm sie an den Olympischen Spielen in London teil und schied dort mit 23,40 s im Vorlauf über 200 Meter aus und belegte mit der brasilianischen Staffel mit 42,91 s im Finale den siebten Platz.
2013 gewann sie bei den Südamerikameisterschaften in Cartagena die Goldmedaillen über 100 und 200 Meter und lief dort 11,21 s und 22,70 s. Zudem gewann sie auch mit der Staffel in 43,37 s die Goldmedaille. Damit war sie auch für alle Disziplinen für die Weltmeisterschaften in Moskau qualifiziert. Über 100 Meter gelangte sie dabei in das Halbfinale und schied dort mit 11,25 s aus, während sie über 200 Meter mit 23,31 s im Vorlauf ausschied. Mit der Staffel erkämpfte sie einen Finalplatz, konnte dort ihren Lauf aber nicht beenden. Im Jahr darauf siegte sie bei den Ibero-amerikanischen Meisterschaften in São Paulo in 11,13 s über 100 Meter und in 42,92 s auch im Staffelbewerb. 2015 stellte sie in Walnut mit 11,01 s einen neuen Landes- und Südamerikarekord über 100 Meter auf und belegte bei den World Relays auf den Bahamas in 42,92 s den sechsten Platz in der 4-mal-100-Meter-Staffel. Bei den Panamerikanischen Spielen in Toronto wurde sie in 11,15 s Siebte über 100 Meter und scheiterte im 200-Meter-Lauf mit 37,60 s in der Vorrunde. 2016 wurde sie bei einer Dopingkontrolle positiv auf Oxandrolon getestet und bis Anfang 2017 gesperrt.
Nach Ablauf ihrer Sperre gewann sie bei den Südamerikameisterschaften in Luque in 11,12 s die Silbermedaille über 100 Meter hinter der Ecuadorianerin Ángela Tenorio und siegte in 43,12 s im Staffelbewerb. Mit dieser Staffel belegte die brasilianische Mannschaft in 42,63 s den siebten Platz im Finale der Weltmeisterschaften in London. Bei den World Athletics Relays 2021 im polnischen Chorzów wurde sie im Vorlauf der 4-mal-100-Meter-Staffel disqualifiziert. Anschließend siegte sie in 44,91 s gemeinsam mit Vida Caetano, Ana Azevedo und Micaela de Mello in der 4-mal-100-Meter-Staffel bei den Südamerikameisterschaften in Guayaquil. Im August startete sie mit der Staffel bei den Olympischen Spielen in Tokio und verpasste dort mit 43,15 s den Finaleinzug.
In den Jahren 2013, 2014 und 2021 wurde Silva brasilianischer Meister im 100-Meter-Lauf und 2014 siegte sie auch über 200 Meter. Zudem siegte sie 2014, 2017 und 2019 in der 4-mal-100-Meter-Staffel.

## Persönliche Bestleistungen
- 100 Meter: 11,01 s, 18. April 2015 in Walnut
  - 60 Meter (Halle): 7,36 s, 11. März 2012 in Istanbul
- 200 Meter: 22,48 s, 6. August 2011 in São Paulo (Südamerikarekord)